# Dicranomyia flagellata
Dicranomyia flagellata är en tvåvingeart som beskrevs av Edwards 1928. Dicranomyia flagellata ingår i släktet Dicranomyia och familjen småharkrankar. Inga underarter finns listade i Catalogue of Life.